# Angela Brusa
Angela Brusa (Torino, 1º aprile 1980) è una doppiatrice e direttrice del doppiaggio italiana.

## Biografia
Figlia dell'attore e doppiatore Mario Brusa e sorella minore del doppiatore Stefano Brusa, ha iniziato a lavorare sin da bambina nel doppiaggio televisivo e cinematografico a Torino, Milano e Roma. Successivamente si è distinta per avere doppiato le protagoniste di serie TV come Fleabag e L'uomo nell'alto castello.
È stata la voce ufficiale dei promo del canale La3.

## Doppiaggio

### Cinema
- Carrie Coon in Avengers: Infinity War, The Nest - L'inganno, Ghostbusters: Legacy, Lo strangolatore di Boston, Ghostbusters - Minaccia glaciale
- Phoebe Waller-Bridge in Vi presento Christopher Robin, Solo: A Star Wars Story, Indiana Jones e il quadrante del destino, Fleabag
- Yvonne Catterfeld in Cecelia Ahern - Il ponte delle speranze, Vulcano, La famiglia von Trapp - Una vita in musica
- Natasha Rothwell in Sonic - Il film, Sonic 2 - Il film, Sonic 3 - Il film
- Krysten Ritter in The Last International Playboy
- Virginia Kull in L'uomo vuoto - The Empty Man
- Jenny Slate in Venom
- Leonor Varela in Alpha - Un'amicizia forte come la vita
- Nasim Pedrad in Aladdin
- Claudia Kim in Avengers: Age of Ultron
- Ida Darvish in Inferno
- Imogen Poots in Centurion
- Melissia Hill in American Gangster
- Sabrina Reiter in SMS - 3 giorni e 6 morto
- Bai Ling in Shanghai Baby
- Ruby Bentall in Robin Hood
- Kerry Condon in L'ultima vendetta
- Rosal Colon in I morti non muoiono
- Hong Chau in The Menu
- Mamodibe Ramodibe in A Soweto Love Story
- Loriane Klupsch in Gli infallibili
- Danielle Deadwyler in The Piano Lesson

### Film d'animazione
- Hikora in Kakurenbo
- Signorina Hattie in Cattivissimo me
- Olivia "Liv" Octavius / Dottor Octopus in Spider-Man - Un nuovo universo
- Tallulah ne I Robinson - Una famiglia spaziale
- Marge in Garfield - Una missione gustosa
- Airachnid in Transformers One
- Sig.ra McNutt in That Christmas

### Serie televisive
- Sarah Jones in Alcatraz, The Path, Damnation
- Lily Travers in Victoria
- Torrey DeVitto in Pretty Little Liars, The Vampire Diaries, Army Wives - Conflitti del cuore
- D'Arcy Carden in The Good Place, Bonding, Ragazze vincenti - La serie
- Alexa Davalos in Reunion, L'uomo nell'alto castello
- Clara Paget in Black Sails
- Yara Martinez in Jane the Virgin, The Tick
- Marie-Ernestine Worch in Alisa - Segui il tuo cuore, Tempesta d'amore
- Sophia Bush in Chicago P.D.
- Betty Gabriel in Clickbait
- Kelly McCreary in Grey's Anatomy
- Dana DeLorenzo in Ash vs Evil Dead
- Lindsay Pulsipher in Law & Order - Unità vittime speciali
- Nichole Robinson in Huff
- Kristen Hager in Valemont
- Christina Vidal in Taina
- Amanda Hale in The White Queen
- Phoebe Waller-Bridge in Fleabag
- Diana Chaves in Legàmi
- Eva Mannschott in Sophie
- Susan Hoecke in Tempesta d'amore
- Nadine Warmuth in Tempesta d'amore
- Hyam Zaytoun in Seconde chance
- Natalia Streignard in Dolce Valentina
- Natalia Ramírez in Betty la fea
- Paloma Duarte in Terra nostra
- Gloria Carrá in Stellina
- Jennifer Spence in You Me Her
- Susan Pourfar in Scandal
- Rachel Nichols in The Librarians
- Çiçek Acar in Come sorelle
- Alice Braga in Regina del Sud
- Aylin Yükselen in DayDreamer - Le ali del sogno
- Shantel VanSanten in The Boys
- Cobie Smulders in How I Met Your Father
- Fortune Feimster in FUBAR
- Virginia Kull in Percy Jackson e gli dei dell'Olimpo
- Yvonne Chapman in Avatar - La leggenda di Aang
- Cherien Dabis in Fallout
- Rebecca Henderson in The Acolyte - La seguace
- Daphne Bloomer in Will Trent
- Cynthia Micas in Maxton Hall - Il mondo tra di noi
- Stephanie Allynne in The L Word: Generation Q
- Sasheer Zamata in Agatha All Along
- Milena Radulovic in Suspicious Minds
- Frances O'Connor in Mercoledì

### Serie animate
- Maria Wong in Sorriso d'argento
- Tamika Jones in Classe 3000
- Giovanna d'Arco in Clone High
- SamTeddy in SamSam il cosmoeroe
- Andy in Squirrel Boy
- Ti amo in Titeuf
- Mestra Oca (1ª voce), Opossum in Franklin
- Aurora in Winx Club
- Ishiguro Izumi in Beck
- Namie Amamiya in Il piano nella foresta
- Matrona in The Seven Deadly Sins - Nanatsu no taizai
- Becca Winograd-Diaz in Undone
- Evergreen in Fairy Tail
- Eclipsa Butterfly in Marco e Star contro le forze del male

### Videogiochi
- Claire Russell in Cyberpunk 2077 (2020)[2]
- Nasadi in Horizon Forbidden West (2022)[3]
- Eimear, Mazka e sorella Octavia in Diablo IV (2023)[4]